# صموئيل وايت
صموئيل وايت (بالإنجليزية: Samuel White)‏ هو محامي وسياسي أمريكي، ولد في 1 ديسمبر 1770 في هارينغتون في الولايات المتحدة، وتوفي في 4 نوفمبر 1809 في ويلمنغتون في الولايات المتحدة. حزبياً، نشط في الحزب الفيدرالي الأمريكي. وقد انتخب عضو مجلس الشيوخ الأمريكي عن دائرة ديلاوير (28 فبراير 1801 – 4 نوفمبر 1809).